# Pär Zetterberg
Pär Zetterberg, né le 14 octobre 1970 à Falkenberg (Suède), est un footballeur suédois, qui évoluait au poste de milieu de terrain à Anderlecht et en équipe de Suède.
Zetterberg a marqué six buts lors de ses trente sélections avec l'équipe de Suède entre 1993 et 1999.

## Biographie sportive
Il entama sa carrière à Falkenberg, avant de rejoindre le club qui marquera le reste de sa carrière en tant que footballeur professionnel : le RSCA (Royal Sporting Club d'Anderlecht). Il ne quittera ce club qu'à deux reprises : la première fois, sous la forme d'un prêt au Royal Sporting Club de Charleroi (1991-1993) et la seconde fois sous la forme d'un cession définitive à l'Olympiakos (2000-2003).
Il a été sélectionné 30 fois en équipe nationale suédoise. Ce nombre limité de sélection en regard de son talent est lié à sa dispute avec le sélectionneur national de l'époque : Tommy Söderberg.
Bien qu'il soit diabétique depuis son adolescence, il réussit à s'imposer, de très belle manière, au plus haut niveau sur la scène sportive durant 18 ans. Dans cette optique, il fut et reste un exemple pour les jeunes diabétiques.
Meneur de jeu emblématique d'Anderlecht, il y évolua comme numéro 10 avec le dossard 21.
Passeur décisif, joueur alliant un mélange savant de technique et de physique, il marquait de son empreinte la plupart des matchs où il était aligné. Pär Zetterberg lit parfaitement le jeu. Ses passes millimétrées et sa superbe frappe de balle en font un joueur particulièrement redoutable sur les coups francs et les corners.
Véritable exemple en matière de Fair-Play, il n'eut que 3 cartons jaunes en 16 ans de carrière.
Surnommé le "lutin suédois", "Mister Z" ou "le magicien", Il fut probablement le joueur le plus important du noyau anderlechtois durant les années 90 et 2000 (il fut d'ailleurs élu joueur Anderlechtois de la décennie par les supporters en mai 2010).
Il restera à l'image des autres grands joueurs d'Anderlecht dans le cœur de tous les supporters comme l'en atteste le record qu'il détient du plus grand nombre de maillots vendus lors de son retour de l'Olympiakos en 2003.
Il remporta 9 titres de Champion de division 1 (6 en Belgique et 3 en Grèce) ainsi que 2 Soulier d'or en 1993 et 1997.
Il mit fin à sa carrière au sommet de son art le vendredi 5 mai 2006 en emportant avec son équipe le titre de champion de Belgique. À 36 ans, il fut décisif dans l'obtention de ce titre. Lors de sa dernière apparition, une ovation debout de 15 minutes lui fut rendue par 26 000 personnes.

## Carrière
- 1989-1991 : Anderlecht
- 1991-1993 : Charleroi
- 1993-2000 : Anderlecht
- 2000-2003 : Olympiakos
- 2003-2006 : Anderlecht

## Statistiques
Falkenbergs FF
- Nombre de matches disputés en championnat : 7
- Nombre de buts marqués en championnat : 0

RSC Anderlecht :
- Nombre de matches disputés en championnat : 264
- Nombre de buts marqués en championnat : 72
- Nombre de matches de Coupe disputés : 26
- Nombre de buts marqués en Coupe : 5
- Nombre de matchs européens disputés : 59 dont 20 matches de Ligue des Champions
- Nombre de buts marqués en Coupe d’Europe : 8

Sporting de Charleroi:
- Nombre de matches disputés en championnat : 62
- Nombre de buts marqués en championnat : 11

Olympiakos du Pirée :
- Nombre de matches disputés en championnat : 61
- Nombre de buts marqués en championnat : 7
- 15 matches en Ligue des Champions

## Palmarès

### En équipe nationale
- 30 sélections et 6 buts avec l'équipe de Suède entre 1993 et 1999.

### Avec RSC Anderlecht
- Vainqueur du Championnat de Belgique de football en 1991, 1994, 1995, 2000, 2004 et 2006.
- Vainqueur de la Coupe de Belgique de football en 1994.
- Finaliste de la Coupe de Belgique de football en 1997.
- Vainqueur de la Coupe de la Ligue Pro en 2000.

### Avec RSC Charleroi
- Finaliste de la Coupe de Belgique de football en 1993.

### Avec l'Olympiakos
- Vainqueur du Championnat de Grèce de football en 2001, 2002 et 2003.
- Vainqueur de la Coupe de Grèce de football en 2001 et 2002.

### Distinctions individuelles
- Soulier d’or belge : 1993, 1997
- Footballeur Pro de l'année 1993, 1997 et 1998.
- Prix du Fair-Play en 1998, 1999, 2000, 2004, 2005 et en 2006.
- Guldbollen : 1997
- Membre du Hall of Fame de la Jupiler Pro League depuis 2024